# Bandera de Rubí
La bandera oficial de Rubí té la següent descripció:
Bandera apaïsada de proporcions dos d'alt per tres de llarg, vermella, amb una banda groga fixada des de l'angle superior de l'asta a l'interior del vol damunt d'una barra blanca situada des de l'angle superior del vol fins a l'inferior de l'asta. L'amplada de la banda i de la barra, d'1/8 d'alt de la del drap.

## Història
Va ser aprovada el 25 d'abril de 1990 i publicada en el DOGC el 14 de maig del mateix any amb el número 1291.
El color vermell en representació de l'esmalt del camper de l'escut. La banda i la barra són la representació de les claus de sant Pere, patró de la ciutat.